# Gubernatorstwo Susa
Gubernatorstwo Susa (arab. ولاية سوسة, fr. Gouvernorat de Sousse) – jedno z 24 gubernatorstw w Tunezji, znajdujące się we wschodniej części kraju.

## Geografia
Gubernatorstwo obejmuje obszar o powierzchni 2 669 km².

Średnia temperatura:
- zima: 12 - 18 °C
- lato: 19 - 38 °C

Roczna suma opadów: 170 - 540 mm / rok.

## Demografia
Populacja gubernatorstwa wynosi  622 100 osób.
Liczba pracujących (189 000 osób) w podziale na sektory:
- usługi: 53,3%
- produkcja: 27,3%
- rolnictwo i rybołówstwo: 5,9%
- inne sektory: 13,4%

Wskaźnik urbanizacji wynosi 81%.

## Galeria

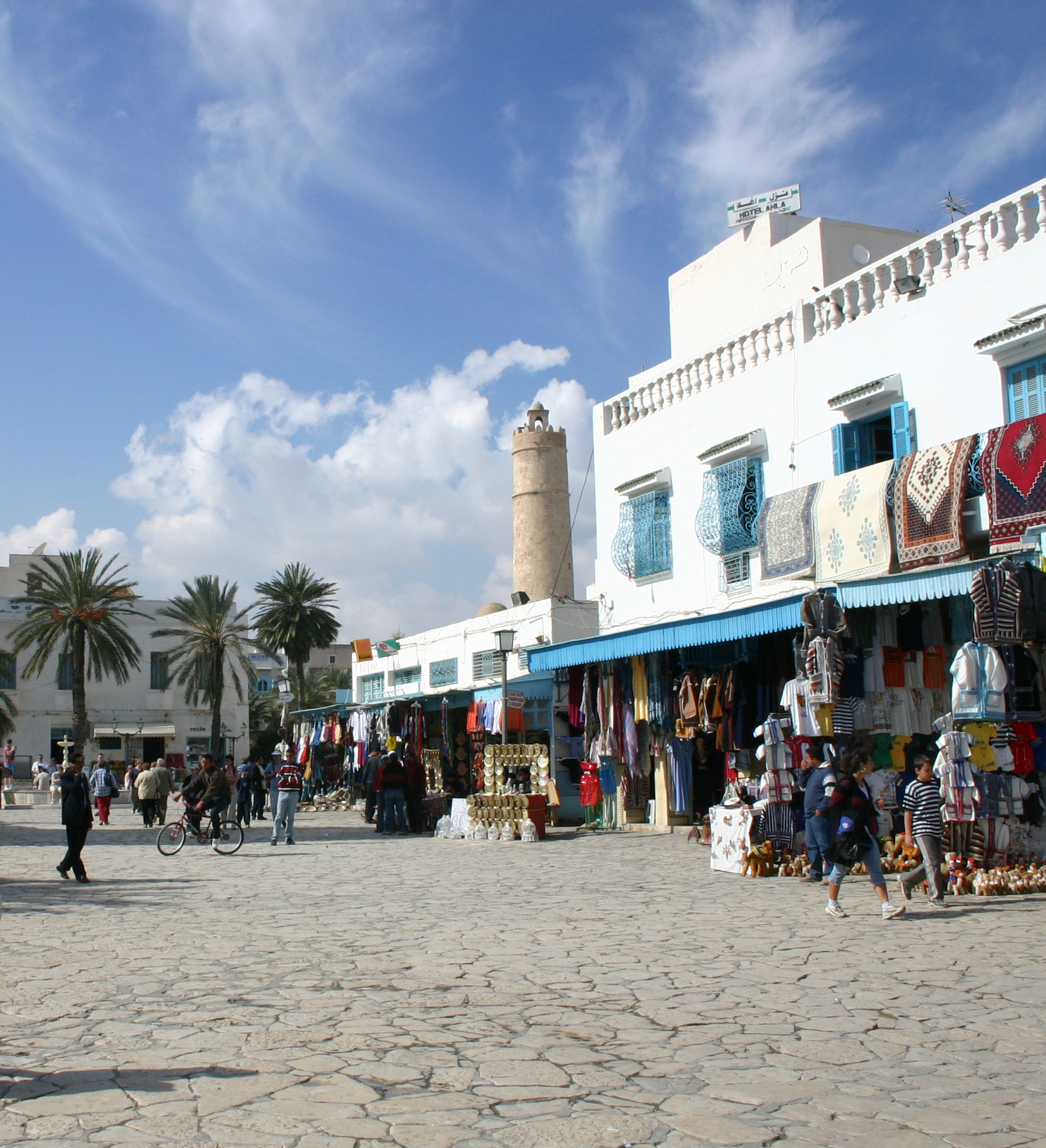
Susa
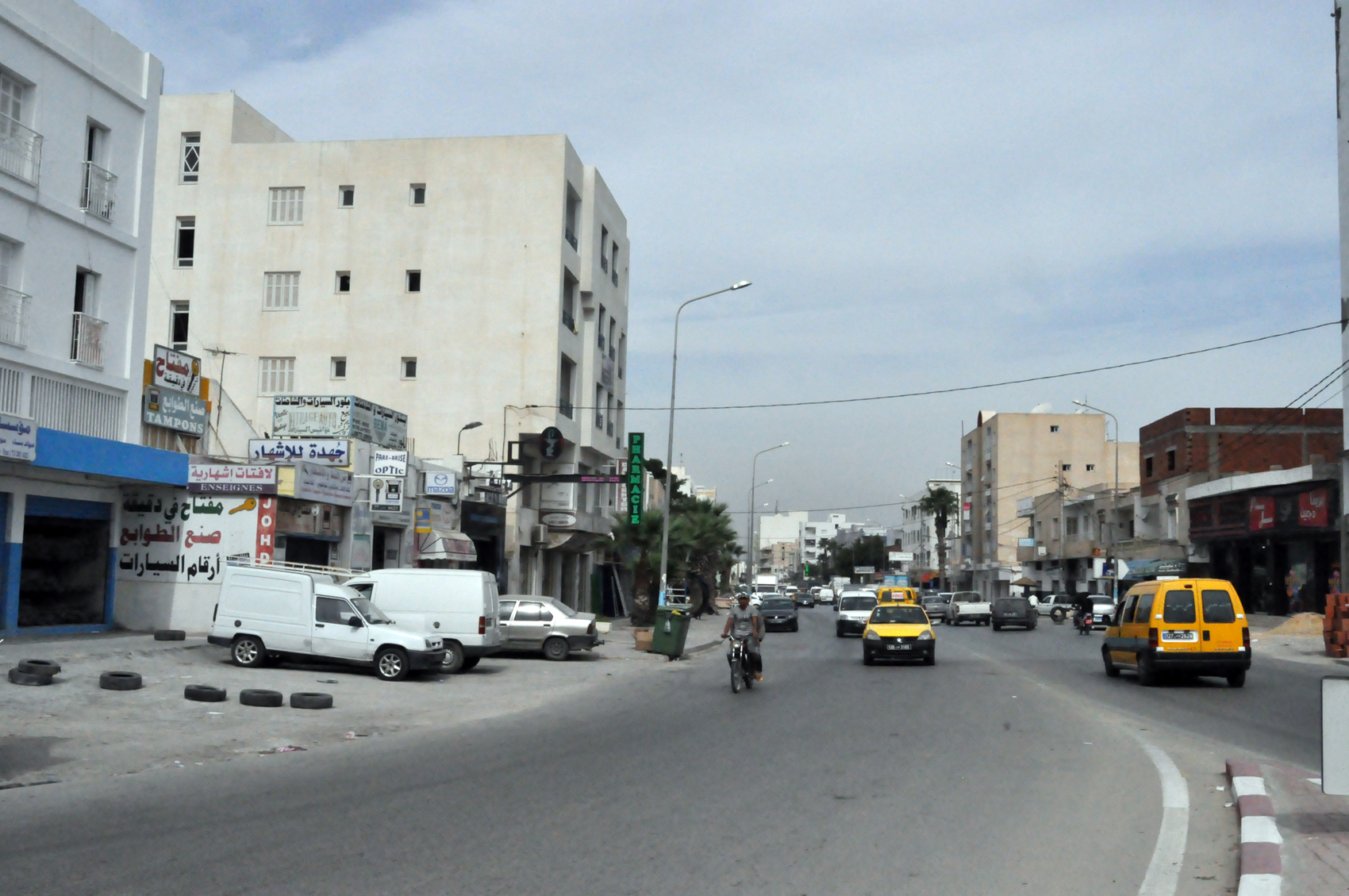
Hamam Susa
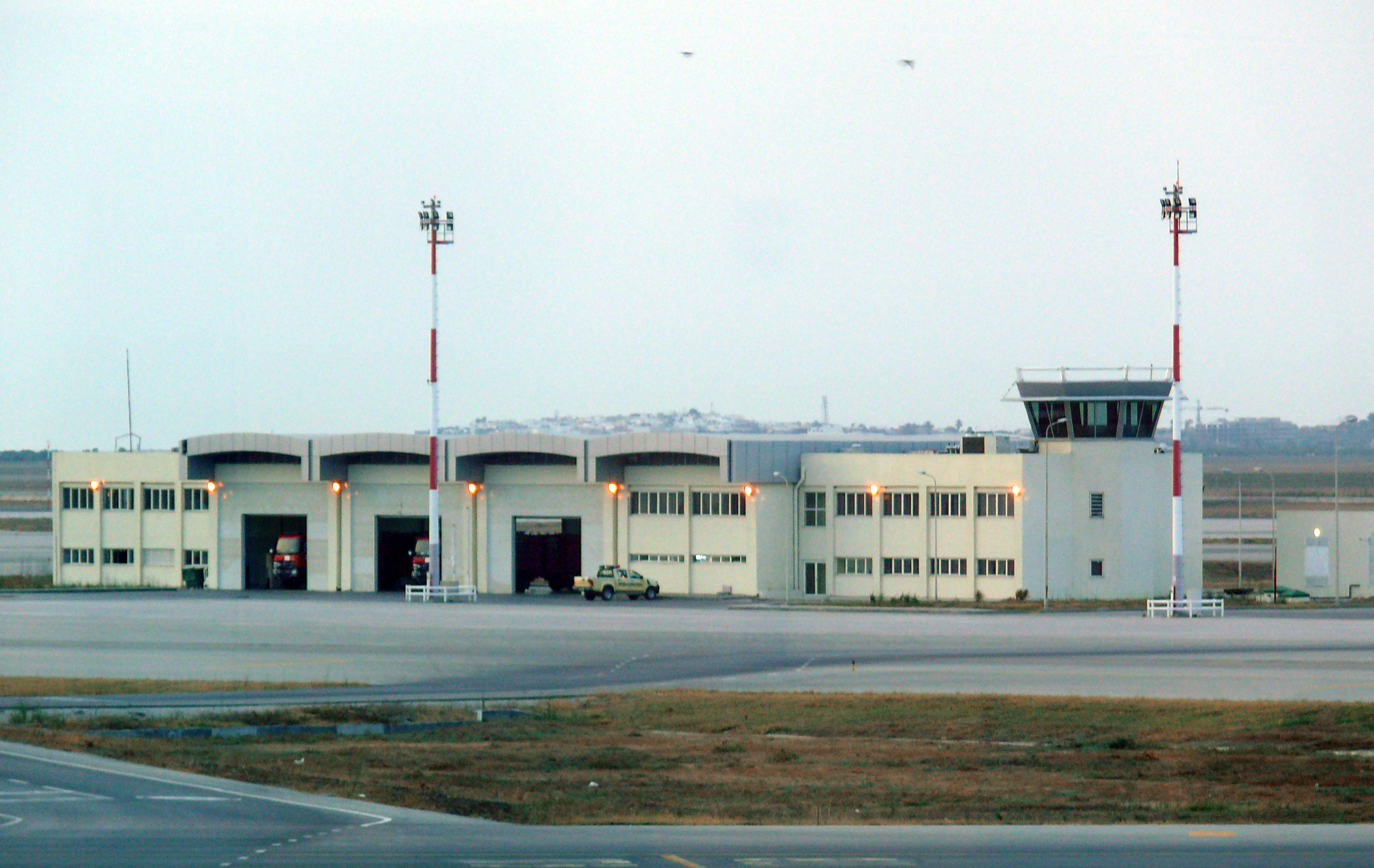
Port lotniczy Enfidha